# Халкони

Структура халконів.

Халкони (англ. chalcones, рос. халконы) — 1,3-Дифенілпропенон (бензиліденацетофенон) і його похідні, загального складу ArCH=CHC(=O)Ar. Природні сполуки, що належать до класу флавоноїдів. 